# Malheur County
Malheur County ist ein County im Bundesstaat Oregon der Vereinigten Staaten. Das U.S. Census Bureau hat bei der Volkszählung 2020 eine Einwohnerzahl von 31.571 ermittelt. Der Sitz der Countyverwaltung (County Seat) befindet sich in Vale.

## Geographie
Das County hat eine Fläche von 25.719 Quadratkilometern; davon sind 111 Quadratkilometer (0,43 Prozent) Wasserfläche.

## Geschichte
Das County wurde am 17. Februar 1887 gegründet und nach dem Malheur River benannt.
17 Bauwerke und Stätten des Countys sind im National Register of Historic Places (NRHP) eingetragen (Stand 18. Juli 2018).

## Demografische Daten

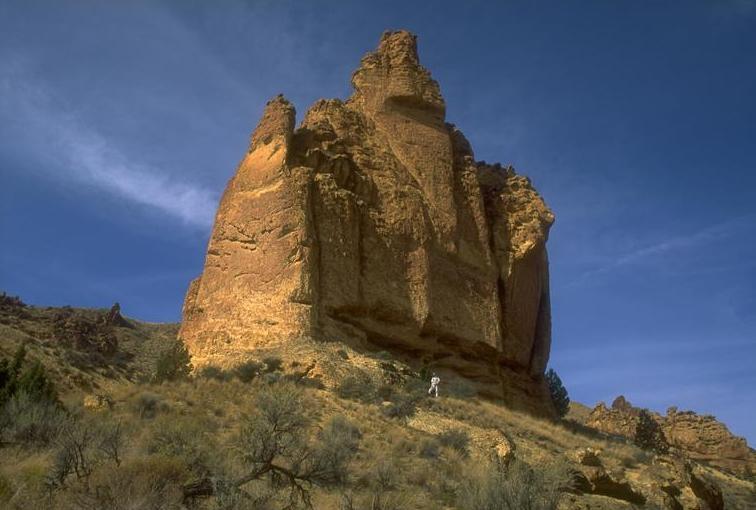
Der Felsen Leslie Gulch

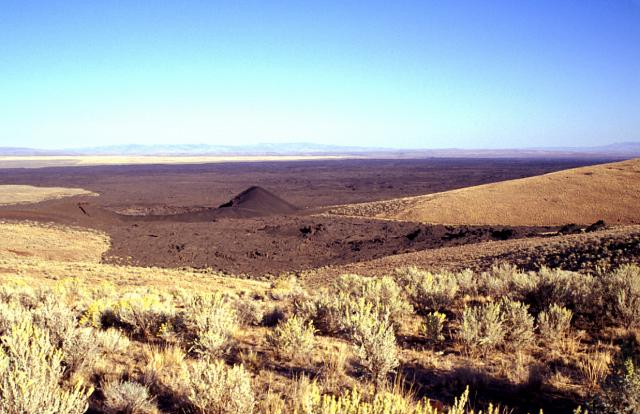
Der Coffeepot Crater (links), Teil der Jordan Craters

Nach der Volkszählung im Jahr 2000 lebten im County 31.615 Menschen. Es gab 10.221 Haushalte und 7.348 Familien. Die Bevölkerungsdichte betrug 1 Einwohner pro Quadratkilometer. Ethnisch betrachtet setzte sich die Bevölkerung zusammen aus 75,78 % Weißen, 1,22 % Afroamerikanern, 1,02 % amerikanischen Ureinwohnern, 1,96 % Asiaten, 0,08 % Bewohnern aus dem pazifischen Inselraum und 17,38 % Prozent aus anderen ethnischen Gruppen; 2,56 % stammten von zwei oder mehr ethnischen Gruppen ab. 25,62 % der Bevölkerung waren spanischer oder lateinamerikanischer Abstammung.
Von den 10.221 Haushalten hatten 36,20 % Kinder und Jugendliche unter 18 Jahre, die bei ihnen lebten. 57,30 % waren verheiratete, zusammenlebende Paare, 10,40 % waren allein erziehende Mütter. 28,10 % waren keine Familien. 23,70 % waren Singlehaushalte und in 12,00 % lebten Menschen im Alter von 65 Jahren oder darüber. Die Durchschnittshaushaltsgröße betrug 2,77 und die durchschnittliche Familiengröße lag bei 3,28 Personen.
Auf das gesamte County bezogen setzte sich die Bevölkerung zusammen aus 27,60 % Einwohnern unter 18 Jahren, 10,60 % zwischen 18 und 24 Jahren, 27,20 % zwischen 25 und 44 Jahren, 21,00 % zwischen 45 und 64 Jahren und 13,70 % waren 65 Jahre alt oder darüber. Das Durchschnittsalter betrug 34 Jahre. Auf 100 weibliche Personen kamen 116,00 männliche Personen, auf 100 Frauen im Alter ab 18 Jahren kamen statistisch 121,20 Männer.

Das jährliche Durchschnittseinkommen eines Haushalts betrug 30.241 USD, das Durchschnittseinkommen der Familien betrug 35.672 USD. Männer hatten ein Durchschnittseinkommen von 25.489 USD, Frauen 21.764 USD. Das Prokopfeinkommen betrug 13.895 USD. 18,60 % der Bevölkerung und 14,60 % der Familien lebten unterhalb der Armutsgrenze. 25,80 % davon waren unter 18 Jahre und 11,60 % waren 65 Jahre oder älter.

## Besonderheit
Ein Teil von Malheur County liegt im Gegensatz zum restlichen Teil von Oregon in einer anderen Zeitzone. Der überwiegende Teil von Malheur County hat UTC−7, wohingegen das restliche Oregon sowie ein kleiner Streifen im Süden von Malheur County die UTC−8 nutzt.